# طوفان (ترانه هالزی)
«طوفان» (به انگلیسی: Hurricane) ترانه‌ای از خوانندهٔ آمریکایی هالزی می‌باشد. این ترانه برای اولین بار در اتاق ۹۳ (۲۰۱۴) قرار گرفت و بعدها مجدداً بر روی نخستین آلبوم استودیویی وی تحت عنوان سرزمین بد (۲۰۱۵) منتشر گردید. «طوفان» در ۱۱ اکتبر سال ۲۰۱۴ به‌عنوان یک تک‌آهنگ تبلیغاتی منتشر گردید.